# Trofeo Piva
Il Trofeo Piva, conosciuto anche come Trofeo Banca Popolare di Vicenza, è una corsa in linea maschile di ciclismo su strada che si svolge annualmente a Col San Martino, nel Veneto. È riservata alla categoria Under-23 e dal 2005 fa parte del calendario dell'UCI Europe Tour come prova di classe 1.2U.

## Storia e percorso
La gara nasce nel 1946 con il nome di "Trofeo Banca Popolare C. Piva", intitolata all'omonimo istituto bancario di Valdobbiadene che l'ha sponsorizzata fin dall'esordio, e riservata ai ciclisti dilettanti. Nel 2000 prende il nome dalla banca che sostituisce la Banca Piva e diventa quindi "Trofeo Piva Banca Popolare di Vicenza" e dal 2015 rimane semplicemente "Trofeo Piva". Nel 1962 viene fondata l'associazione sportiva dilettantistica A.C. Col San Martino, che dal quel momento in poi si occupa dell'organizzazione della gara e nel 1966 la fa diventare internazionale.
La gara si svolge da sempre la prima domenica di aprile con partenza e arrivo a Col San Martino (TV), e un percorso che si snoda tra le colline del Prosecco Patrimonio dell'Unesco attraverso i comuni di Farra di Soligo, Valdobbiadene, Miane e Vidor. Il percorso, molto selettivo, comprende la storica salita di Combai e dal 2019 la Riva di San Vigilio, uno strappo di 600m con punte di pendenza fino al 22%.

## Albo d'oro
Aggiornato all'edizione 2025.
| Anno | Vincitore                             | Secondo                               | Terzo                                 |
| ---- | ------------------------------------- | ------------------------------------- | ------------------------------------- |
| 1955 | Giuseppe Vanzella                     |                                       |                                       |
| 1957 | Giuliano Bernardele                   |                                       |                                       |
| 1958 | Dino Liviero                          |                                       |                                       |
| 1959 | Vendramino Bariviera                  |                                       |                                       |
| 1960 | Guido De Rosso                        |                                       |                                       |
| 1961 | Aldo Beraldo                          |                                       |                                       |
| 1962 | Mario Maino                           |                                       |                                       |
| 1963 | Flaviano Vicentini                    |                                       |                                       |
| 1964 | Giorgio Gobessi                       |                                       |                                       |
| 1965 | Battista Monti                        |                                       |                                       |
| 1966 | Luciano Soave                         |                                       |                                       |
| 1967 | Marino Conton                         |                                       |                                       |
| 1968 | Marino Conton                         |                                       |                                       |
| 1969 | Rino Carraro                          |                                       |                                       |
| 1970 | Pietro Poloni                         |                                       |                                       |
| 1971 | Jiří Vilček                           |                                       |                                       |
| 1972 | Gino Fochesato                        |                                       |                                       |
| 1973 | Serge Parsani                         |                                       |                                       |
| 1974 | Gilberto Romagnoli                    |                                       |                                       |
| 1975 | František Kališ                       |                                       |                                       |
| 1976 | Nazzareno Berto                       |                                       |                                       |
| 1977 | Paolo Cambi                           |                                       |                                       |
| 1978 | Fausto Stiz                           |                                       |                                       |
| 1979 | Guido Bontempi                        |                                       |                                       |
| 1980 | Guido Bontempi                        |                                       |                                       |
| 1981 | Antonio Leali                         |                                       |                                       |
| 1982 | Giancarlo Bada                        |                                       |                                       |
| 1983 | Emilio Ravasio                        |                                       |                                       |
| 1984 | Roberto Pagnin                        |                                       |                                       |
| 1985 | Stefan Brykt                          |                                       |                                       |
| 1986 | Maurizio Fondriest                    |                                       |                                       |
| 1987 | Fabio Parise                          |                                       |                                       |
| 1988 | Fausto Boreggio                       |                                       |                                       |
| 1989 | Andrea Tozzo                          |                                       |                                       |
| 1990 | Fabio Baldato                         |                                       |                                       |
| 1991 | Lars Wahlqvist                        |                                       |                                       |
| 1992 | Gianluca Gorini                       |                                       |                                       |
| 1993 | Remo Pasinelli                        |                                       |                                       |
| 1994 | Ruggero Borghi                        |                                       |                                       |
| 1995 | Gabriele Dalla Valle                  |                                       |                                       |
| 1996 | Marzio Bruseghin                      |                                       |                                       |
| 1997 | Emanuele Negrini                      |                                       |                                       |
| 1998 | Roberto Fortunato                     |                                       |                                       |
| 1999 | Roberto Savoldi                       |                                       |                                       |
| 2000 | Kim Kirchen                           |                                       |                                       |
| 2001 | Jaroslav Popovyč                      | Giampaolo Caruso                      | Lorenzo Bernucci                      |
| 2002 | Mirco Lorenzetto                      | Claudio Corioni                       | Sergej Lagutin                        |
| 2003 | Aleksandr Baženov                     | Mirko Allegrini                       | Denys Kostjuk                         |
| 2004 | Janez Brajkovič                       | Jure Zrimšek                          | Błażej Janiaczyk                      |
| 2005 | Marco Vivian                          | Grega Bole                            | Alessandro Bazzana                    |
| 2006 | Ermanno Capelli                       | Jan Almblad                           | Manuel Belletti                       |
| 2007 | Manuel Belletti                       | Grega Bole                            | Alessandro Colò                       |
| 2008 | Roman Maksimov                        | Mirko Battaglini                      | Andrej Kljuev                         |
| 2009 | Davide Cimolai                        | Cesare Benedetti                      | Andrea Piechele                       |
| 2010 | Andrea Pasqualon                      | Michael Matthews                      | Daniele Aldegheri                     |
| 2011 | Richard Lang                          | Sonny Colbrelli                       | Michele Simoni                        |
| 2012 | Jay McCarthy                          | Stanislaŭ Bazchoŭ                     | Klemen Štimulak                       |
| 2013 | Michele Scartezzini                   | Simone Andreetta                      | Calvin Watson                         |
| 2014 | Gregor Mühlberger                     | Aleksandr Foliforov                   | Robert Power                          |
| 2015 | Felix Großschartner                   | Artëm Nyč                             | Davide Gabburo                        |
| 2016 | Tao Geoghegan Hart                    | Patrick Müller                        | Marco Tecchio                         |
| 2017 | Mark Padun                            | Seid Lizde                            | Aljaksandr Rabušėnka                  |
| 2018 | Paolo Baccio                          | Robert Stannard                       | Jake Stewart                          |
| 2019 | Georg Zimmermann                      | Samuele Rivi                          | Giovanni Aleotti                      |
| 2020 | annullata per la Pandemia di COVID-19 | annullata per la Pandemia di COVID-19 | annullata per la Pandemia di COVID-19 |
| 2021 | Juan Ayuso                            | Luca Colnaghi                         | Antonio Puppio                        |
| 2022 | Martin Marcellusi                     | Marco Frigo                           | Germán Darío Gómez                    |
| 2023 | Giacomo Villa                         | Alessio Martinelli                    | Davide De Pretto                      |
| 2024 | Pavel Novák                           | Alessandro Pinarello                  | Diego Pescador                        |
| 2025 | Filippo Turconi                       | Duarte Marivoet                       | Cesar Macias                          |